# Acalypha indica
Acalypha indica é uma espécie de flor do gênero Acalypha, pertencente à família Euphorbiaceae.